# الدرب الأحمر
الدرب الأحمر هو قسم إداري وشياخة تقع بحي وسط القاهرة، في محافظة القاهرة، ومن أقدم مناطق القاهرة التاريخية، إذ يضم 65 أثر إسلامي، فضلًا عن احتوائه على الجامع الأزهر.

## الإنشاء وسبب التسمية
نشأ الدرب الاحمر بعد ان ضاقت القاهرة بسكانها من الفاطميين , فابتدأ بناءه الخليفة الحاكم بأمر الله , الا أن عمرانه زاد على اثر حريق الفسطاط و العسكر و القطاع في نهاية العصر الفاطمى .
- في العصر العثمانى قام رضوان بك الفقارى او رضوان بك الكبير بتجهيز مدخل هذا الشارع و بنى في اوله قيساريه و قصر و زاوية ووكالة لبيع كل انواع الجلو د و بنى عدد كبير من الحوانيت لبيع الخيام ثم عدد من الدكاكين العطاريين , فعرف هذ المكان بقصبة رضوان . و ينقسم الشارع حاليا الى ثلاثه مناطق اوله يعرف بالخيامية “نسبة لصناع الخيام ووسط يعرف بالمغربليين “نسبه الى الغرابييل ” و اخر شارع فيعرف بالسروجية “نسبه لصناع السروجى .
- و من الاخطاء الشائعه ان سبب الاسم هو مذبحة القلعة[2] التى بسببها سال الدم في الطرقات فسمى الدرب بهذا الاسم . والدليل على ذلك ان مذبحة القلعة، أو مذبحة المماليك وهي واقعة شهيرة في التاريخ المصري دبرها محمد علي باشا للتخلص من أعدائه المماليك حدثت في يوم 1 مارس عام 1811 ميلادية. بينما ذكر اسم الدرب الاحمر في كتب جميع المؤرخين السابقين على هذا التاريخ بمئات السنين مثل شيخ المؤرخين المصريين " أحمد بن علي المقريزي " المعروف باسم " تقي الدين المقريزي " ولد وتوفي في القاهرة (1364- 1442) اىنه تحدث عن الدرب الاحمر وذكر هذا الاسم قبل مذبحة القلعة ب 400 سنه تقريبا
- فيقول مثلا في کتاب : المواعظ والاعتبار بذكر الخطط والاثار الجزء : 4 صفحة : 257 في حديثه عن المدرسة المهمندارية

( هذه المدرسة خارج باب زويلة فيما بين جامع الصالح وقلعة الجبل، يعرف خطها اليوم بخط جامع الماردانيّ خارج ـــــ الدرب الأحمرــــــ ، وهي تجاه مصلّى الأموات على يمنة من سلك من ـــــ الدرب الأحمرـــــ طالبا جامع الماردانيّ )
- اذن اسم الدرب الأحمر ليس بسبب مذبحة القلعه ومعروف قبل ذلك بمئات السنين وقد عرف حى الدرب الاحمر قديما باكثر من اسم وهى جمعيا اسماء لشوارع او احياء داخليه فيه ولكن جميعها كانت تدل على منطقة الدرب الأحمر بكامله فهناك عدة اسماء تطلق على منطقة الدرب الاحمر , ومن بين تلك الاسماء أنه عرف بشارع الموازيين و هى تسمية اطلقت عليه في العصر المملوكى نسبة الى الخط الذى يقع فيه و يمتد من باب زويله شمالا حتى الباب الجديد جنوبا و تتفرع منه خطط اصغر منه مثل خطط القحامين و القربيين و قد استمرت التسمية حتى بداية النصف الثانى من القرن 11 هـ _ 17 م .
- ثم قسم هذا الخط ” شارع الدرب الاحمر ” الى ثلاثة شوارع ” قصبه رضوان او الشارع الخيامية , و شارع المغربلين و شارع السروجية . علما بأن الشارع قديما منذ العصر الفاطمى بأسم ” الخط خارج باب القوس الجديد ” , ثم عرف في بداية العصر المملوكى بخط قوصون و استمرت هذه التسمية حتى نهايه القرن 12ه و 18م
- روايات كثيرة ترددت حول تسمية المنطقة باسم الدرب الأحمر، أشهرها أن مجموعة من الأشخاص ذوي البشرة الحمراء وفدوا إلى مصر مع قدوم الفاطميين، وأقاموا في الدرب وسميت المنطقة باسمهم، مثلما سمي الدرب المواجه لها باسم درب الأتراك نسبة لإقامة عدد من الوافدين الأتراك به ودرب السودانيين، الذي كان يقيم به عدد من السودانيين.
- هناك رواية أخرى تقول إن سبب التسمية نسبة الاحجار باللون الاحمر والابيض الي بني بها اثار ومباني الشارع

## موقع
يتبع حي الدرب الأحمر لمنطقة وسط القاهرة، يحده شمالًا حي الجمالية، وغربًا حي الموسكي وحي عابدين والسيدة زينب، وجنوبً حي الخليفة، وشرقًا طريق النصر.

## أشهر الشوارع
يشتهر الدرب الأحمر بشوارع القاهرة التاريخية القديمة ومنها ؛
- شارع الدرب الأحمر شارع سوق السلاح

يبداء من بوابة المتولي حتي شارع التبانة. ذكره المقريزي وسماه بحارة اليانسية.
- شارع أحمد ماهر (شارع تحت الربع -بفتح الراء- وشارع باب زويلة سابقا)
- شارع المغربلين[4]

وقد سُميت المغربلين نسبة للحرفة النشطة في هذه المنطقة بحكم إتساع تجارة الحبوب، فقد كان من يتولى غربلة الحبوب بواسطة الغربال بهدف تنظيفها مما بها من شوائب.
حي المغربلين حي شعبي ذو تاريخ بوسط القاهرة من أشهر من ولدوا به الفنان محمود المليجي.
حدود شياخة المغربلين شياخة المغربلين تتوسط سته شياخات من 14 شياخة يضمهم قسم الدرب الأحمر وهي كالتالى :ـ من الجهة البحرية: شياخة حارة الروم اما من الجهة الشرقية: يحدها شياخة الدرب الأحمر وشياخة سوق السلاح. أما الحد القبلى : شياخة السروجيه والحد الغربي : يحدها شياختان هما الدواديه والقريبيه أما حدودها من الشوارع : الحد البحرى شارع الدرب الأحمر أبتداءً من قبالة ميضة رضوان حتى تقابله مع شارع التبانه الحد الشرقي : شارع التبانه سكه المردانى حتى جامع المردانى الحد القبلى : درب الدالى حسين بضفتيه حتى تقابله بشارع المغربلين الحد الغربي شارع المغربلين بضفتيه
- شارع الجنباكية(السروجية سابقا)

منطقة السروجية كانت تبيع تجهيزات الخيول للفرسان من سروج مطعمة بالذهب والفضة وأيضا اللباد الذي كان يوضع على ظهر الخيل تحت السرج الجلدي لحمايته من الاحتكاك.
- قصبة رضوان (الخيامية سابقا)

الخيامية كانت صناعة وتجارة رائجة حيث كانت تصنع الخيام للسلاطين والأمراء والأعيان وكانت السرادقات تنصب وتركب في المواسم والأعياد والاحتفالات، وكانت تمر من أمامهم السوارس التي كانت تأتي من القلعة لشراء الخيام إضافة إلى سوارس التجار التي تمر من باب زويلة حتى تدخل سوق الغورية
- شارع سوق السلاح (شارع علوي حافظ)

يقع شارع سوق السلاح الذي يعود تاريخه إلى ما يزيد على 700 عام في منطقة الدرب الأحمر بجنوب القاهرة. وكان يطلق عليه في البداية «سويقة العزي» نسبة إلى الأمير عز الدين بهادر، أحد أمراء المماليك البحرية الذي يقال انه كان يسكن فيه. ولكن وبمرور الوقت بدأ الناس يطلقون على الشارع اسم «سوق السلاح» نظرا لوجود العديد من ورش ومصانع الأسلحة على اختلاف أنواعها فيه، من رماح وسيوف ودروع. حيث كان الشارع يقدم خدماته التسليحية للقلعة أثناء حكم المماليك بمصر. ولكن ومع تراجع الطلب على تلك النوعيات من الأسلحة، تحولت الورش الموجودة في الشارع إلى محلات لإصلاح الأسلحة من مسدسات وبنادق. وفي الخمسينيات من القرن الماضي اختفت هذه المهنة أيضا شيئا فشيئا وتحولت أنشطة المحلات إلى مجالات أخرى لا علاقة لها بنشأة الشارع كسوق سلاح.
أول ما يلفت انتباهك عند دخولك الشارع تلك البوابة القابعة عند بدايته وتحمل اسم «منجك السلحدار»، وهي من أروع الآثار التي يرجع تاريخها إلى العصر المملوكي، وأنشأها الأمير «سيف الدين منجك السلحدار» عام 1347 وكانت تعد في العصور الأولى للشارع المدخل الرئيسي له. وتحتوي البوابة التي ما زالت تحتفظ برونقها التاريخي على الرغم من سنوات عمرها المديد، على بعض الرسومات لسيوف ودروع توضح ما كان عليه الشارع قديما كموقع لإنتاج السلاح. وعلى بعد خطوات من البوابة يأتي جامع «الجاي اليوسفي» الذي أنشأه الأمير «سيف الدين الجاي بن عبد الله اليوسفي» عام 1373 كمدرسة ومسجد. ويتميز المسجد بأبوابه العملاقة وساحته الداخلية الكبيرة. وقد أطلق عليه الناس اسم جامع «السايس» والسبب في ذلك يعود للسايس الذي كان يرعى فرس السلطان حسن، ويقال انه دفن أسفل المسجد في مكان مجهول. وإلى جانب هذا المسجد، هناك عدد آخر من المساجد من بينها جامع «قطلبغا الذهبي» الذي أنشئ في منتصف العصر المملوكي كمسجد وكتاب لتحفيظ القرآن، وقام الخديوي عباس حلمي بترميمه. كما يوجد في نهاية الشارع مسجد «عارف باشا».
المساجد والبوابة ليست الآثار الوحيدة التي تميز شارع سوق السلاح، حيث يضم أيضا بين جوانبه حمام «بشتاك» الذي يعد من أشهر وأندر الحمامات في مصر وأنشأه الأمير «سيف الدين بشتاك الناصر» عام 742هجرية. وظل الناس يستخدمونه لسنوات طويلة، إلا انه لم يعد يستخدم الآن بعد أن تم غلقه.
وعلي بعد خطوات من حمام بشتاك يقع سبيل «رقية دودو» الذي أُنشئ كصدقة جارية علي روح «رقية دودو بنت بدوية شاهين بنت الأمير رضوان بك» عام 1174. وتقع الواجهة الرئيسية له على شارع سوق السلاح، وكان يجسد قمة التطور الفني لذلك العصر بما يضمه من مشغولات نحاسية وحوض سبيل، إلى جانب أنّه كان مدرسة لتحفيظ القرآن والأحاديث النبوية.
- شارع المعز لدين الله (العقادين سابقا)
- شارع القلعة (محمد علي سابقا)
- شارع بورسعيد (الخليج المصري سابقا)

## معالم

### مساجد

#### مسجد الصالح طلائع[6]
يقع ميدان بوابة المتولى - باب زويلة ويعتبر هذا المسجد هو أول المساجد المعلقة بمصر حيث أرتفع به المعمار عن الأرض بمقدار 3.80 م وبني أسفله حوانيت من الناحية الغربية والنواحى البحرية والقبلية والغربية. يتميز الجامع بوجود أول ملقف بالعمارة الإسلامية في مصر يليه ملقف المدرسة الكاملية ثم ملقف خانقاه بيبرس الجاشنكير.

#### جامع الأمير جاني بك[7]
يقع جامع الأمير جاني بك بشارع المغربلين، ويشغل مساحة مستطيلة الشكل تشتمل على صحن أوسط مغطى بسحابة من القماش السميك.
ويحيط به أربع إيوانات أكبرها إيوان القبلة بصدره دخلة المحراب، وتطل الإيوانات على الصحن بعقود من الحجر المشهر، كما تغطي الإيوانات أسقف خشبية مزخرفة بزخارف هندسية ونباتية.
ويشغل المدفن ذو القبة الزاوية الغربية من مساحة المسجد، ويتكون من مساحة مربعة يغطيها قبة محمولة على عدة حطات من المقرنصات، ويزين القبة من الخارج الزخارف الزجزاجية الشكل (الدالية).
وللمسجد من الخارج ثلاث واجهات تتميز الواجهة الشمالية الشرقية بأنها واجهة معلقة على صف من المحلات السفلية وتطل على حارة الجنسكية.
والواجهة الجنوبية الشرقية تطل على حارة الجامع، أما الواجهة الرئيسية فهي الشمالية الغربية وتشتمل على المدخل والمئذنة وواجهة المدفن ذو القبة.

#### مسجد قرطبة الذهبي
وهو زاوية صغيرة للصلاة لا تتعدي50 مترا وبها ضريحان لا يعرف المصلون لصاحبيهما أسماء.أما المحراب آية من آيات الروعة والجمال ولكن يد الخراب عبثت به. وأيضا السقف الخشبي وما به من آيات ونقوش كما الجدران والواجهة التي سجل تاريخ تجديدها حفرا(1330 هجرية).

#### مسجد عارف باشا
هو مسجد صغير أو زاوية أقيمت علي انقاض مدرسة الأمير مقبل الملكتمري حسب ماذكر علي باشا مبارك في خططه التوفيقية وأنه المدرسة كانت قد تخربت فجددها عارف باشا الدرمللي عام1282 وبني محلات توقف للانفاق علي المسجد، ولكنه تراجع عن أداء دوره كمكان للعبادة منذ70 عاما وتوقف مستأجرو المحلات عن دفع الإيجار بعد محاولات ورثة ناظر وقف عارف باشا هدم المسجد بإدعاء انه منزل برغم المئذنة والميضأة وأنه ملك لهم.

#### جامع قوصون[8]
عنوان الأثر: شارع محمد على (شارع القلعة)
تهدم الجامع القديم الذي كان يتكون من صحن وأربع ايوانات ومئذنتان بسبب مشروع فتح شارع محمد على سنة 1893م وأقامت وزارة الأوقاف بعمارته تحت اشراف على باشا مبارك في سنة 1311هــ / 1893م ولم يبقى من الجامع القديم سوى بابان يطل احدهما على شارع السروجية ويحمل رقم 124 ويطل الأخر على حاره خلفيه وغير مستعمل حاليا.

#### جامع الأمير حسين
عنوان الأثر: شارع الأمير حسين من شارع بورسعيد - المناصرة - باب الخلق

#### مسجد أحمد المهمندار
عنوان الأثر: شارع التبانه
تاريخ الإنشاء للأثر: 725هـ/1324م

#### مسجد آق سنقر
عنوان الأثر: شارع باب الوزير
تاريخ الإنشاء للأثر: 747-748هـ/1346-1347م
سمى هذا الأثر باسم جامع إبراهيم أغا مستحفظان وهو أحد كبار الامراء الاتراك إبان حكم الدولة العثمانية لمصر حيث قام الأمير بعمل عمارة كبيرة في المسجد عام 1061 هـ / 1651م عقب الزلزال الذي تعرضت لة مدينة القاهرة حينذاك، سمى بالجامع الأزرق نسبة إلى مجموعة القاشانى العظيمة ذات اللون الأزرق التي كسى بها جدار القبلة

#### مسجد أصلم السلحدار
عنوان الأثر: درب شعلان المتفرع من شارع فاطمه النبوية
تاريخ الإنشاء: 745-746هـ/1344-1345م

#### مسجد أسنبغا
عنوان الأثر: شارع درب سعادة
تاريخ الإنشاء: 772هـ/1370م

#### مسجد الأمير الماس الحاجب
عنوان الأثر: شارع الحلمية
تاريخ الإنشاء: 730هـ/1330م

#### مسجد الطنبغا الماردانى
عنوان الأثر: شارع باب الوزير - التبانة
تاريخ الإنشاء: 740هـ/1339-1340م
الفوارة التي تتوسط الصحن منقولة من مدرسة السلطان حسن بميدان بالقلعة

#### جامع السلطان المؤيد شيخ المحمودى
عنوان الأثر: شارع المعز لدين الله - بجوار باب زويلة
تاريخ الإنشاء: 818-823هـ/1415-1420م

#### مسجد أيتمش البجاسي
عنوان الأثر: شارع باب الوزير
تاريخ الإنشاء: 785هـ/1383م

#### مسجد الكردى
عنوان الأثر: شارع الخيامية
تاريخ الإنشاء: 797هـ/1395م
اسم المنشيء: جمال الدين محمود بن علاء الدين السودونى

#### مسجد القاضي يحيى زين الدين
عنوان الأثر: سكة الحبانية
تاريخ الإنشاء: 856هـ/1452م
اسم المنشيء: القاضي يحيى بن عبد الرزاق الزينى

#### مسجد جانى بك الأشرفى الدوادار
عنوان الأثر: شارع المغربلين
تاريخ الإنشاء: 830هـ/1426م

#### مسجد خاير بك ملباى المحمودى
عنوان الأثر: شارع باب الوزير
تاريخ الإنشاء: 908هـ/1502م

#### مسجد سيف الدين قجماس الاسحاقى الظاهرى
عنوان الأثر: شارع الدرب الأحمر بالقرب من باب زويله
تاريخ الإنشاء: 885-886هـ/1480-1481م

#### جامع الفكهانى
عنوان الأثر: شارع المعز لدين الله.
تاريخ الإنشاء: 1148هـ/1735م.
اسم المنشيء: أحمد كتخدا مستحفظان الخربوطلى

#### جامع محمد بك أبو الدهب
عنوان الأثر: شارع الأزهر.
تاريخ الإنشاء: 1187-1188هـ/1773-1774م.

#### مسجد ألتى برمق
عنوان الأثر: شارع الغندور المتفرع من شارع سوق السلاح
تاريخ الإنشاء: 1123هـ/1711م.
اسم المنشيء: الشيخ محمد بن محمد الإسكوبى

#### مسجد الملكة صفية[9]
عنوان الأثر: ميدان الملكة صفية من شارع محمد على
تاريخ الإنشاء: 1019هـ/1610م.
من المساجد المعلقة بمصر حيث يصعد اليه من مداخله الثلاثة بثمانى عشرة درجة نصف دائرية وتعتبر القبة التي تغطى بيت الصلاة من أندر القباب في مساجد العصر العثماني في مصر حيث يصل ارتفاعها إلى 17.6 متر وقد وضع تصميم المسجد المهنس الكبير سنان.

#### مسجد عبد الرحمن كتخدا
عنوان الأثر: خلف جامع الأزهر (داخل حرم جامعة الأزهر) - الأزهر.
تاريخ الإنشاء: 1168هـ/1754م.
اسم المنشيء: الأميرعبد الرحمن كتخدا بن حسين جاويش القازدوغلى.

### زوايا
- زاوية أيديكين البندقدارى

عنوان الأثر: شارع السيوفية
تاريخ الإنشاء للأثر: 684هـ/1284-1285م
- زاوية فرج بن برقوق

عنوان الأثر: شارع أحمد ماهر (تحت الربع سابقا) على بعد 8 أمتار من البرج الغربي لباب زويلة
تاريخ الإنشاء للأثر: 811هـ/1408م
هذا الأثر كان في مواجهة البرج الغربي لباب زويلة على بعض 4 أمتار وقد نقل إلى الخلف بمقدار 8 أمتار في سنة 1922-1923 م وشغلت هذه الزاوية جزء من ربع الدهيشة الذي أل إلى وقف رضوان كتخدا الجلفى وقد أنشأ هذة الزاوية في الأصل الأمير جمال الدين الأستادار ولما قام البعض بالوشاية به عند السلطان حقدًا عليه لثرائه وتعدد منشآته مما جعله يقول للسلطان فرج انما شرعت في بنائها على اسم مولانا السلطان فرضى عنه وأكمل البناء وأطلق عليها اسم الدهيشة نظرًا لما يتميز به من زخارف معمارية غاية في الجمال.
- زاوية عبد الرحمن كتخدا

عنوان الأثر: شارع المغربلين.
تاريخ الإنشاء للأثر: 1142هـ/1729م.
اسم المنشيء: الأمير عبد الرحمن كتخدا ابن حسين جاويش القازدوغلى.

### أضرحة
- ضريح الشيخ سعود الرفاعي
- رباط أحمد بن سليمان الرفاعى

عنوان الأثر: حارة الرفاعية من شارع سوق السلاح
تاريخ الإنشاء: 690هـ/1291م

### اسبلة وتكايا
- سبيل رقية دودو

أنشئ عام1761 علي نمط الاسبلة العثمانية والواجهة تحوي زخارف الرومي والهاطاي التركية.
- سبيل حسن أغا
- سبيل وكتاب حسن أغا كوكليان

وهو سبيل مستقل يعلوه كتاب وله واجهتان حجرتان والواجهة الشمالية الغربية منهما بها شباك تعلوه كتابات تأسيسية والسبيل انشئ عام1694 أي في نهاية القرن السابع عشر.
- سبيل مصطفي سنان
- سبيل السلطان قانصوه الغورى

عنوان الأثر: شارع الأزهر
تاريخ الإنشاء: 909-910هـ/1503-1504م
- سبيل السلطان محمود خان

عنوان الأثر: شارع بورسعيد
- سبيل السلطان قايتباى

عنوان الأثر: شارع الشيخ محمد عبده - الأزهر
تاريخ الإنشاء: 881هـ/1477م
- سبيل قايتباى

عنوان الأثر: شارع السوق قايتباى
تاريخ الإنشاء: 879هـ/1474م
كان هذا السبيل من نوع الاسبلة الملحقة بها كتاب إلا أن هذا الكتاب قد اندثر حاليا.
- سبيل محمد بك أبو الذهب

عنوان الأثر: شارع الشيخ محمد عبده - الأزهر
تاريخ الإنشاء: 1188هـ/1774م
- سبيل حسن أغا أرزنكان

عنوان الأثر: شارع أحمد ماهر(تحت الربع) - باب الخلق
تاريخ الإنشاء: 1246هـ/1830م.
اسم المنشيء: الأمير حسن أغا أرزنكان بن صالح. نقل هذا الآثر من الدرب الأحمر - باب الخلق إلى موقعه الحالى.
- سبيل محمد على باشا - العقادين

عنوان الأثر: رأس حارة الروم المتفرعة من شارع المعز لدين الله
تاريخ الإنشاء: 1236هـ/1820م. أنشأ محمد على باشا هذا السبيل تصدقا على روح ابنه الأمير طوسون باشا المتوفى سنة 1231هـ/1816م.

### حمامات
- حمام الأمير بشتاك

عنوان الأثر: شارع سوق السلاح
تاريخ الإنشاء: 742هـ/1341م
وهو حمام من العصر المملوكي ولم يبق منه إلا الواجهة
- حمام السلطان السلطان المؤيد

عنوان الأثر: حارة الجداوى من شارع المعز
تاريخ الإنشاء: 823هـ/1420م
- حمام السكرية

### مدارس
- مدرسة الأمير سودن بن زادة

ويرجع تاريخها الي عام804 هـ من عصر الناصر فرج بن برقوق وهو عبارة عن جامع يتكون من كتلتين كتلة الجامع المدرسة وكتلة الخدمات.
وهذه المدرسة كان موقوفا عليها2616 فدانا وثلث كانت موزعة بين الوجهين القبلي والبحري، وفي غفلة من الزمن قام الحي بهدم جزء من هذه المدرسة ليكون بيتا شعبيا. واما الكتلة الثانية التي سرقت بالكامل فهي الكتلة الموجودة في شارع الغندور، ولا تزال وثائق الأوقاف الخاصة بهذا الوقف وقد حفظت فيها املاك هذا الرجل الذي هدم قبره ورميت رفاته.
- مدرسة ألجاى اليوسفى

عنوان الأثر: شارع سوق السلاح
تاريخ الإنشاء: 774هـ/1372م
- مدرسة أم السلطان شعبان

عنوان الأثر: شارع باب الوزير - التبانة
تاريخ الإنشاء: 770هـ/1368م
- مدرسة بشير أغا الجمدار

عنوان الأثر: شارع نور الظلام - الحلمية الجديدة
تاريخ الإنشاء: 761هـ/1359م
- مدرسة قطلوبغا الذهبي

عنوان الأثر: شارع سوق السلاح
تاريخ الإنشاء: 748هـ/1347م
- مدرسة الأمير عبد الغنى الفخرى

عنوان الأثر: شارع بور سعيد (الخليج المصري سابقا)
تاريخ الإنشاء: 821هـ/1418م
و قد عرفت هذة المدرسة باسم جامع البنات لان البنت التي لا يتيسر لها الزواج كانت تأتى إلى المسجد يوم الجمعة والناس يصلون وتجلس في مكان هناك فإذا كان المصلون في السجدة الأولى من الركعة الأولى تمر بين الصفين وتذهب اعتقادا منها أن هذا ييسر لها الزواج.
- مدرسة اينال اليوسفى اليلبغاوى

عنوان الأثر: شارع الخيامية (سابقا)
تاريخ الإنشاء: 794-795هـ/1391-1392م

### بيوت وقصور
- بقايا قصر الأمير سيف الدين منجك السلحدار أحد امراء الناصر محمد بن قلاوون ولا يوجد إلا بوابة القصر فقط لا تزال محتفظة بكيانها.
- بيت الرزاز

يقع بيت الرزاز بين شارع باب الوزير بالدرب الأحمر، وسوق السلاح، في منتصف المسافة بين القلعة وباب زويلة البوابة الجنوبية للقاهره التاريخية.
- قصر الأمير بشتاك

عنوان الأثر: حارة درب قرمز المتفرعة من شارع المعز لدين الله
تاريخ الإنشاء: 740هـ/1334-1339م
- قصر الين آق الحسامى

عنوان الأثر: شارع باب الوزير
تاريخ الإنشاء: 693هـ/1293م
عند اقامة مجموعة خاير بك في نهاية العصر المملوكي الجركسى فتح المعمار الشباك الكائن يسار الجدار الشرقي من القبة وبدأ من درجات السلم صاعد منه خلال ممر يؤدى إلى قصر الين آق الحسامى حيث كان سكن خاير بك بعد ذلك.
- منزل زينب خاتون

عنوان الأثر: عطفة الأزهرى المتفرع من شارع الشيخ محمد عبده - الأزهر
تاريخ الإنشاء: 873هـ/1468م أنشئ في عهد السلطان الأشرف قايتباى
كانت أخر من سكنة هي السيدة زينب خاتون فعرف باسمها كما جدد هذا المنزل سنة 1125هـ/1713م (عصر عثماني)
- منزل السلطان الاشرف قايتباى الذي انشأء قلعة قايتباى بالإسكندرية

عنوان الأثر: 16 شارع المردانى المتفرع من شارع درب الأنسية - زقاق المسك - المغلربيلين
تاريخ الإنشاء: أنشئ في عهد السلطان الأشرف قايتباى
كانت أخر من سكنة هي السيدة زينب خاتون فعرف باسمها كما جدد هذا المنزل سنة 1125هـ/1713م (عصر عثماني)
- منزل جمال الدين الذهبي

عنوان الأثر: حارة خشقدم المتفرعة من شارع المعز لدين الله - الغورية.
تاريخ الإنشاء: 1047هـ/1637م.
- منزل مصطفي سنان باشا

عنوان الأثر: حارة سليم المتفرعة من شارع سوق السلاح.
تاريخ الإنشاء: 11هـ/القر ن 17م.
اسم المنشيء: مصطفى جلبى سنان باشا زاده. يطل هذا الاثر على شارع سوق السلاح بواجهتة الشمالية الغربية ويفتح مدخلة الرئيسى على حارة سليم.
- قاعة الدردير

عنوان الأثر: شارع الكعكيين المتفرع من شارع الغورية -الباطنية

### قباب ومئاذن
- قبة أبو اليوسفين

عنوان الأثر: شارع الدرب الأحمر
تاريخ الإنشاء: حوالي 730هـ/حوالي 1330م
أنشئت على عهد السلطان الملك الناصر محمد بن قلاوون
- قبة أولاد الأسياد

عنوان الأثر: حارة الدالى حسين من شارع السروجية
تاريخ الإنشاء: منتصف القرن 8هـ/منتصف القرن 14م
يقصد بأولاد الأسياد أولاد السلطان قلاوون وقد كان لهم وضع مبجل في عصر دولة المماليك الجركسية
- قبة القمارى

عنوان الأثر: شارع التبانه امتداد شارع باب الوزير
تاريخ الإنشاء: 730هـ/1329م
- قبة سنجر المظفر

عنوان الأثر: شارع الحلمية امتداد شارع السيوفية
تاريخ الإنشاء: 722هـ/1322م
- قبة حسام الدين توران طاى

عنوان الأثر: حارة أبو الفضل المتفرعة من شارع درب سعادة
تاريخ الإنشاء: 689هـ/1290م
- مئذنة زاوية الهنود

عنوان الأثر: شارع التبانة اتجاه مسجد السلطان شعبان - باب الوزير
تاريخ الإنشاء: 660هـ/حوالي 1260م
بنيت هذه المئذنة على نسق الطراز الأيوبى وتشبة مئذنة الصالح نجم الدين أيوب
- قبة الشيخ سعود

عنوان الأثر: شارع سوق السلاح
تاريخ الإنشاء: 941هـ/1534م.
اسم المنشيء: سليمان باشا الخادم.
عرفت هذة القبة باسم القبة الخضراء نسبة إلى أنها كانت مكسوة من الخارج ببلاطات القيشانى الأخضر.

### أخرى
- وكالة السلطان قانصوه الغورى

عنوان الأثر: شارع الشيخ محمد عبده - الأزهر
تاريخ الإنشاء: 909-910هـ/1504-1505م
كانت هذة الوكالة تتكون من ثلاثة أدوار أندثر الطابق الثالث منهاتماما ولم يبقى منة غير بعض الكوابيل الحجرية التي تدل علية كما أندثرت معظم التفاصيل المعمارية الداخلية لهذة الوكالة
- بوابة الملكة صفية

عنوان الأثر: ميدان الملكة صفية من شارع محمد على
تاريخ الإنشاء: 1019هـ/1610م
- سقيفة الغورى

عنوان الأثر: شارع التربيعه متفرع من شارع الأزهر.
تاريخ الإنشاء: 13هـ/القرن 19م.
سجلت هذة السقيفة باسم الغورى رغم أنها ترجع إلى عصر محمد على نظرا لوجودها ملاحقة لمسجد الغورى.

## أعلام
محمد شريف سليموياسمين الضيف احمد

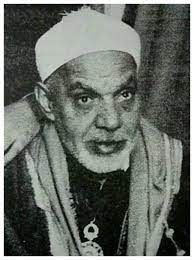
الشيخ عبد الفتاح الشعشاعي من اعلام حي الدرب الاحمر

| - الشيخ محمد رفعت - الاديب يوسف السباعي - العلَّامة حامد جوهر - المطرب شفيق جلال - الكاتب المسرحي بديع خيري حي المغربلين - الباحثة الحقوققية عائشة راتب حي الدرب الاحمر - الفنانة شادية حي الحلمية الجديدة - علي باشا ابراهيم حي الحلمية - سهير المرشدي حي الحلمية | - الفنان حسن حسني حي القلعة - الشيخ عبد الفتاح الشعشاعي حي الدرب الاحمر - الشيخ إبراهيم الشعشاعي حي الدرب الاحمر - الزعيم محمود سامي البارودي - اللواء النبوي إسماعيل - علوي حافظ - محمود أمين العالم - حسن البنا | - عمر التلمساني - الداعية محمود المصري - الفنان محمود المليجي - عبد العظيم أنيس - المونولوجيست/ محمود شكوكو - الكابتن/ محمود أبو رجيلة - عبد الغفار محمد - ياسمين الضيف احمد - مصطفى عبود (IT NETWORK) |